# 横刀
橫刀，是中國唐代用刀的四種形制之一，隋唐军队兵士佩刀。

## 記載
横刀之名出自於《唐六典》卷十六：刀之制有四：一曰儀刀，二曰鄣刀，三曰橫刀，四曰陌刀。《釋名》曰：「刀末曰『鋒』，其本曰『環』。」今儀刀蓋古班劍之類，晉、宋以來謂之御刀，後魏曰長刀，皆施龍鳳環；至隋，謂之儀刀，裝以金銀，羽儀所執。鄣刀蓋用鄣身以禦敵。橫刀，佩刀也，兵士所佩，名亦起於隋。陌刀，長刀也，步兵所持，蓋古之斷馬劍。

## 概論
儀刀裝飾以金銀，柄首配有龍鳳造型的圓環，外型較接近漢代「環首刀」，為禁衛軍儀仗所持；類似班劍，其班通＂斑＂，繪之以圖、文，故謂之班劍。
橫刀無裝飾，為普通兵士所佩帶的戰鬥用刀。由日本正仓院所藏名为横刀的刀来看，横刀亦可能是一种柄与刃略有角度的单手直刀。当然，这不能作為定论，只是提供了一种可能性。盖因正仓院只有“唐大刀”、“唐样大刀”、“黑作大刀”、“横刀”等名，与《唐六典》中器物命名無法一一对应，且依其裝飾來看，可能更接近儀刀的地位。目前中國本土出土之唐代刀剑文物极少，一例是1991年陕西长安县窦皓墓出土的水晶坠金柄环首仪刀。
鄣刀用於鄣身禦敵（鄣通＂障＂），主流觀點為防身用短款橫刀（類似日本＂脇差＂），另一說為長款橫刀（類似日本＂野太刀＂），亦有寬刀面如柳葉刀的說法。
陌刀，具體形象仍待考據，僅知為步兵專門用來對付騎兵的重兵器，一般認為是長柄刀，但刀身造型不明；一說為三尖兩刃造型，宋代的棹刀或為其繼承者；另一說為橫刀造型，或接近熟知的偃月刀和日本薙刀（亦出現於與唐代同時期的平安時代）；還有一說為刀身刀柄幾乎等長，刀身為橫刀或雙刃尖首。由於史籍中對於陌刀有著自相矛盾的敘述，因此亦有人認為陌刀只是唐代長柄刀的一個總稱，在廣袤的大唐境內存在多種不同的式樣。

## 橫刀製法
橫刀的制造工序為：以純鐵滲碳後對折，多層迭打。刀鋒淬火而刀脊不淬火。並將其工藝分為“三十煉”、“五十煉”、“百煉”等鑄冶技法，不斷冶煉、鍛打、淬火，分步脫碳淨化，頗似揉麵，使鐵百煉成鋼

## 图片

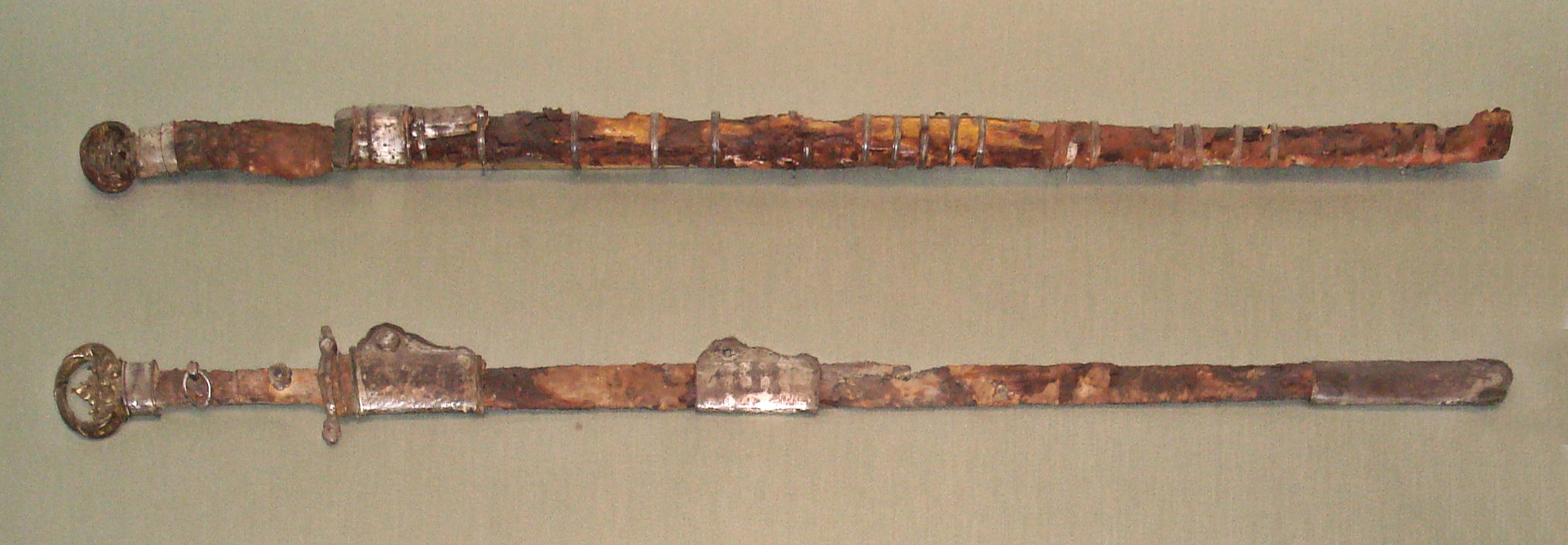
兩把隋代刀

## 外部連結
- CCTV10唐刀